# Iwan Zołotuchin
Iwan Wasiljewicz Zołotuchin, ros. Иван Васильевич Золотухин (ur. 3 kwietnia 1924 w Moskwie; zm. 13 lutego 1992 tamże) – rosyjski piłkarz, grający na pozycji pomocnika, trener piłkarski.

## Kariera piłkarska

### Kariera klubowa
W 1949 rozpoczął karierę piłkarską w klubie Krylja Sowietow Kujbyszew. W 1950 został powołany do wojska, gdzie bronił barw klubu DO Taszkent, w którym zakończył karierę piłkarza w roku 1953.

## Kariera trenerska
Po zakończeniu kariery piłkarskiej rozpoczął pracę szkoleniowca. W 1955 trenował Awangard Czelabińsk. Na początku 1957 został mianowany na stanowisko głównego trenera Awanhardu Charków, którym kierował do końca 1958. Potem prowadził kluby, z którymi 6-krotnie zdobywał awans do wyższych lig (Wołga Gorki, Dinamo Machaczkała, Szynnik Jarosław, Spartak Nalczyk, Spartak Kostroma i Rubin Kazań). Również trenował kluby Wołga Kalinin, Avyntul Kiszyniów, Urałmasz Swierdłowsk, Torpedo Włodzimierz i Arsenał Tuła.
13 lutego 1992 zmarł w Moskwie w wieku 67 lat

## Sukcesy i odznaczenia

### Sukcesy trenerskie
Wołga Gorki
- wicemistrz Pierwoj ligi ZSRR: 1963 (2 podgrupa Klasy A)

Dinamo Machaczkała
- mistrz Wtoroj ligi ZSRR: 1967 (finał Klasy B)

Szynnik Jarosław
- mistrz Wtoroj ligi ZSRR: 1970 (2 strefa)

Spartak Nalczyk
- mistrz Wtoroj ligi ZSRR: 1978 (3 strefa)

Spartak Kostroma
- mistrz Wtoroj ligi ZSRR: 1980 (finał 1)

Rubin Kazań
- mistrz Wtoroj Niższej ligi ZSRR: 1991 (7 strefa)

### Odznaczenia
- tytuł Zasłużonego Trenera Rosyjskiej FSRR